# Batrochoglanis
Batrochoglanis es un género de peces actinopeterigios de agua dulce, distribuidos por ríos y lagos de América del Sur.

## Especies
Existen cinco especies reconocidas en este género:
- Batrochoglanis acanthochiroides (Güntert, 1942)
- Batrochoglanis melanurus Shibatta y Pavanelli, 2005
- Batrochoglanis raninus (Valenciennes, 1840)
- Batrochoglanis transmontanus (Regan, 1913)
- Batrochoglanis villosus (Eigenmann, 1912)